# Метью Темпл (плавець)
Метью Темпл (англ. Matthew Temple, 20 червня 1999) — австралійський плавець.
Призер Олімпійських Ігор 2020 року.
Чемпіон світу з водних видів спорту 2019 року.

## Виступи на Олімпійських іграх
| Олімпіада  | Дисципліна                               | Місце |
| ---------- | ---------------------------------------- | ----- |
| Токіо 2020 | 100 метрів батерфляєм                    | 5     |
| Токіо 2020 | 200 метрів батерфляєм                    | 18    |
| Токіо 2020 | естафета 4×100 метрів вільним стилем     | 3     |
| Токіо 2020 | естафета 4×100 метрів комплексом         | 5     |
| Токіо 2020 | змішана естафета 4x100 метрів комплексом | 3     |